# 심희섭
심희섭(沈熙燮, 1986년 2월 26일)은 대한민국의 배우이다.

## 학력
- 경기대학교 연극영화과 학사

## 출연작

### 영화
- 《1999, 면회》 (2012년) - 상원 역
- 《사이비》 (2013년) - 마담연인/ 최경석부하1/ 경찰4/ 숙소 아이들 역
- 《변호인》 (2013년) - 윤성두 중위 역
- 《족구왕》 (2014년) - 이등병 역(우정출연)
- 《경성학교: 사라진 소녀들》 (2015년) - 켄지 역
- 《암살》 (2015년) - 검사 역
- 《범죄의 여왕》 (2016년)
- 《흔들리는 물결》 (2016년) - 연우 역
- 《명당》 (2018년) - 이회영 역
- 《메이트》 (2019년) - 준호 역
- 《사자》 (2019년) - 김 신부 역
- 《마왕의 딸 이리샤》 (2019년) - 개구리 (목소리) 역
- 《속물들》 (2019년) - 김형중 역
- 《강철비 2: 정상회담》 (2020년) - 백두호 감청병 역
- 《다음 소희》 (2023년) - 세이브팀 전 팀장 역
- 《낭만적 공장》 (2023년) - 복서 역
- 《안녕, 내일 또 만나》 (2023년) - 동준 역
- 《대가족》 (2024년) - 문석의 친구 역

### 드라마
- 《송곳》 (JTBC, 2015년) - 이낙구 역
- 《이번주, 아내가 바람을 핍니다》 (JTBC, 2016년) - 이지훈 역
- 《역적 : 백성을 훔친 도적》 (MBC, 2017년) - 홍길현 역
- 《알수도 있는 사람》 (JTBC, 2017년) - 김진영 역
- 《사랑의 온도》 (SBS, 2017년) - 최원준 역
- 《작은 신의 아이들》 (OCN, 2018년) - 주하민 역
- 《눈이 부시게》 (JTBC, 2019년) - 의사 역 (특별출연)
- 《VIP》 (SBS, 2019년) (특별출연)
- 《훅 업 - The ultimate fishing rod》 (FTV, 2023년) - 차상현 역
- 《구미호뎐 1938》 (tvN, 2023년) - 천호영 / 최초의 산신 역
- 《힙(HIP)하게》 (JTBC, 2023년) - 배옥희의 남자친구 역

### 공연
- 《히스토리 보이즈》 (2016년) - 포스너 역

### 방송
- 《배우학교》 (tvN, 2016년)

## 수상 및 후보
| 연도 | 시상식                | 부문                          | 작품                    | 결과 |
| ---- | --------------------- | ----------------------------- | ----------------------- | ---- |
| 2012 | 제17회 부산국제영화제 | 한국영화감독조합상 남자배우상 | 1999, 면회              | 수상 |
| 2013 | 제22회 부일영화상     | 신인 남자연기상               | 1999, 면회              | 후보 |
| 2017 | MBC 연기대상          | 남자 신인상                   | 역적 : 백성을 훔친 도적 | 후보 |
| 2020 | 제7회 들꽃영화상      | 남우주연상                    | 메이트                  | 후보 |